# Союзный
Союзный — упразднённый посёлок в Селемджинском районе Амурской области России. На момент упразднения входил в состав Токурского поссовета. Исключен из учётных данных в 1988 году.

## География
Посёлок располагался левом берегу реки Большой Караурак (приток Селемджи) в месте впадения в неё ручья Угольный, на расстоянии примерно 9 километров (по прямой) к западу от поселка Токур.

## История
Посёлок возник в 1896 году как прииск золотодобытчиков. По данным на 1916 год прииск Иннокентьевский состоял из 2 дворов (население составляло 4 человека) и входил в состав Джалиндинского района Амурского уезда Амурской области.
По данным 1926 года входил в состав Экимчанского сельсовета Селимджино-Буреинского района Амурского округа Дальневосточного края.
Решением Амурского исполкома от 20 января 1988 года № 14, посёлок Союзный исключен из учётных данных.

## Население
По данным 1926 года в прииске Свято-Иннокентьевском имелось 2 хозяйства и проживало 2 мужчины. В национальном составе населения преобладали китайцы.